# Dharampur (Saptari)
Dharampur – gaun wikas samiti we wschodniej części Nepalu w strefie Sagarmatha w dystrykcie Saptari. Według nepalskiego spisu powszechnego z 2001 roku liczył on 908 gospodarstw domowych i 4738 mieszkańców (2347 kobiet i 2391 mężczyzn).